# 糖業協会
公益社団法人糖業協会（とうぎょうきょうかい）は、日本の製糖業者で組織された業界団体である。本項では糖業協会とニッポン放送が共同で建設した糖業会館・ニッポン放送本社ビルについても記載する。

## 事業内容
設立時点はクラブ的な性格を持たせることを目的としていたが、1957年から1961年にかけては、それまで松方正熊（北海道製糖創業者）が個人的に行っていた暖地甜菜の試作事業を公益事業として行った。協会では梅原龍三郎の「紫禁城の黄昏」、金山平三の「雲の陰」をはじめ65点の美術品を所蔵し、公立・公共美術館への無償貸し出しを行っている。

## 沿革
1909年（明治42年）、台湾の製糖業者による業界団体として台湾糖業連合会が発足した。当時の台湾は日本による統治下にあり、台湾の製糖業者は主に内地で消費される砂糖を生産していたが、次第に供給量が過剰になっていった。そこで台湾産の原料粗糖を内地の精製糖業社に供給する道が模索されたが、販売交渉において団結する必要性が生じた。これが台湾糖業連合会の発足の動機である。しかし台湾の粗糖業者が内地の精製糖業社を買収したり、逆に内地の精製糖業社が台湾に製糖工場を開設するなど、台湾の製糖業者の利害のみを代表するのは実態にそぐわなくなったことから、1920年（大正9年）1月に糖業連合会、1935年（昭和10年）5月には日本糖業連合会に名称を変更した。
1935年9月6日の第672回会員協議会において、糖業連合会創立25周年事業として会館の建設が決定した。その協議において、日本糖業連合会とは別の社団法人を設立して、社債を発行して土地建物を所有することが法律上最善であると判断された。1935年12月20日に第1回発起人会が開かれ、翌1936年1月24日の第2回発起人会において社団法人糖業協会の設立が正式に決定した。
1940年には東京都練馬区の石神井に運動場を取得。のちに農場に転用され、会員の耕作に供されたが農地改革により政府の買収の対象となる可能性が生じた。買収対象から外すため、1947年に甘味作物の試験農場に用途を変更した。この土地は1956年から再び運動場として使用されたのち、1976年に東京都住宅局に売却されている。
第2次世界大戦のため内地の精製糖工場は1940年までにすべて軍需工場に転換され、終戦により台湾や沖縄など主要な産地を喪失したことから日本の製糖業は壊滅状態に陥った。日本糖業連合会は1947年2月25日の第1019回会員協議会において解散が決議された。糖業協会もこの時期に会員数が減少したが、糖業会館の収入により収支を保つことができた。
2008年に施行された公益法人制度改革により従来の社団法人は一般社団法人または公益社団法人のいずれかに移行することになり、糖業協会は内閣総理大臣認定の公益社団法人となった。

## 糖業会館・ニッポン放送本社ビル

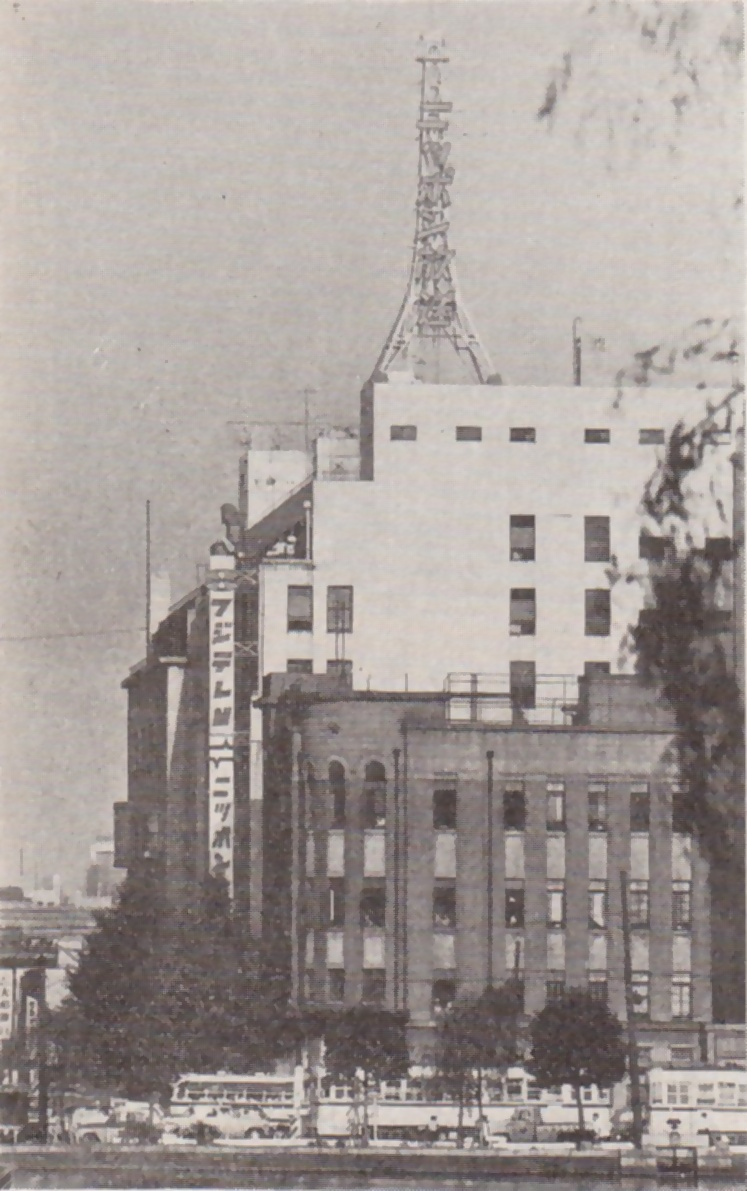
旧糖業会館（1961年頃）。フジテレビ本社も入居していた。

糖業会館は1939年8月15日に落成し、修拔式が執り行われた。1944年4月から農林省（現 農林水産省）に貸し出され、地下1階は1949年から帝国ホテルによる食堂「リッツ」の営業が行われた。農林省は1953年に霞が関の中央合同庁舎第1号館に転出したが、これに代わる賃料収入源として会社設立間近だったニッポン放送との間に1954年2月1日に賃貸契約が締結した。設立直後の富士テレビジョン（フジテレビジョン）本社も入居し、1962年に新宿区市谷河田町へ本社機能を移転した。
駐日アメリカ大使館からの使用申し入れがあったがこの交渉は実らず、帝国ホテルは1958年の第二新館完成に伴い地下食堂の賃貸契約を終了させ、代わってニユートーキヨーが営業を開始した。
1992年にニッポン放送から「糖業会館の耐用年数は限界に近付き、局としても新メディアに対応するスペースが欲しい」として、共同でのビルの建て替えを糖業協会側に申し入れた。清水建設による耐震診断の結果、躯体に問題はないものの外壁や設備の補修に多額の費用を要すること、当時の建物容積率は600%で、条例で定められた容積率1,000%が有効利用されていないことなどから建替えを決断した。決断を受け、ニッポン放送は先行して、1997年4月にお台場のフジテレビ本社ビルに一時移転した。なお、会館が解体される2001年8月まで、ニッポン放送は分室を会館に設け、一部フロアを首都圏営業部として使用した。
会館は2001年8月より解体に着手し、建替え期間中は、糖業協会は設計・監理を行う三菱地所設計の紹介で隣接する日比谷パークビルに一時移転。当該ビルも建替えに入るため2003年2月には新丸ノ内ビルヂングに再移転した。

### 新会館
開かれた情報発信を両者共通のテーマとして建て替えは進められ、社会に対する情報発信の拠点としてふさわしい建物となることを目指し、2002年1月に着工。2004年4月5日に地下4階・地上9階からなる共同ビルは竣工式を迎え、糖業協会とニッポン放送が戻るとともに、地下1階にはニユートーキヨーによるラウンジバー「綴」がオープンした。
外装にはガラスカーテンウォールと石の垂直壁により、街並みの中で存在感を示すと同時に調和させることを重要視。特に前面に建つDNタワー21の石の塊との対比を意識してガラスを全面に採用している。また、糖業協会内装には旧会館のインテリアを部分的に保存利用して旧会館の雰囲気を伝えている。